# Jakubowo (powiat bydgoski)
Jakubowo (niem. Jakobsdorf) – wieś w Polsce położona w województwie kujawsko-pomorskim, w powiecie bydgoskim, w gminie Nowa Wieś Wielka.

## Położenie

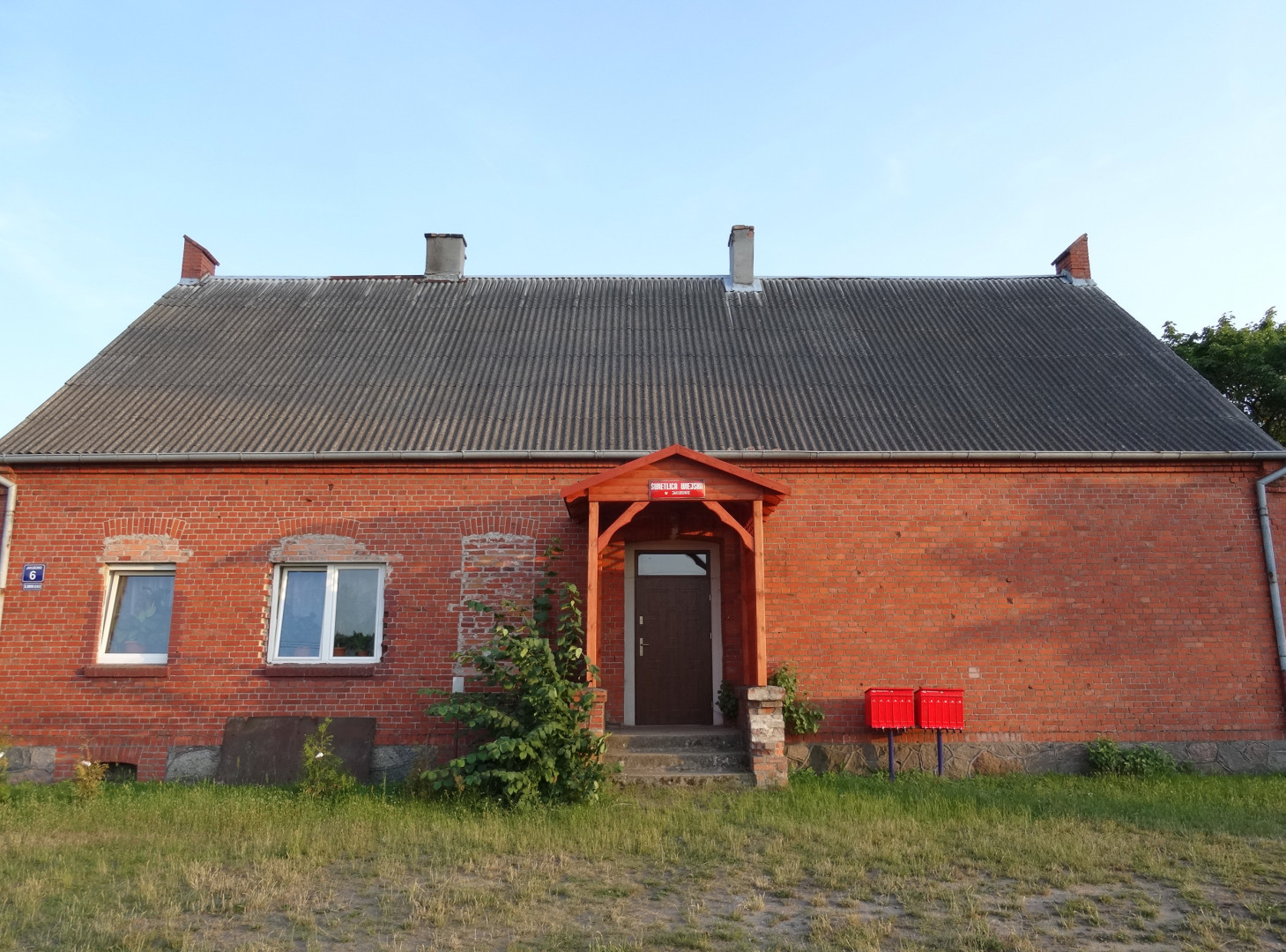
Świetlica wiejska

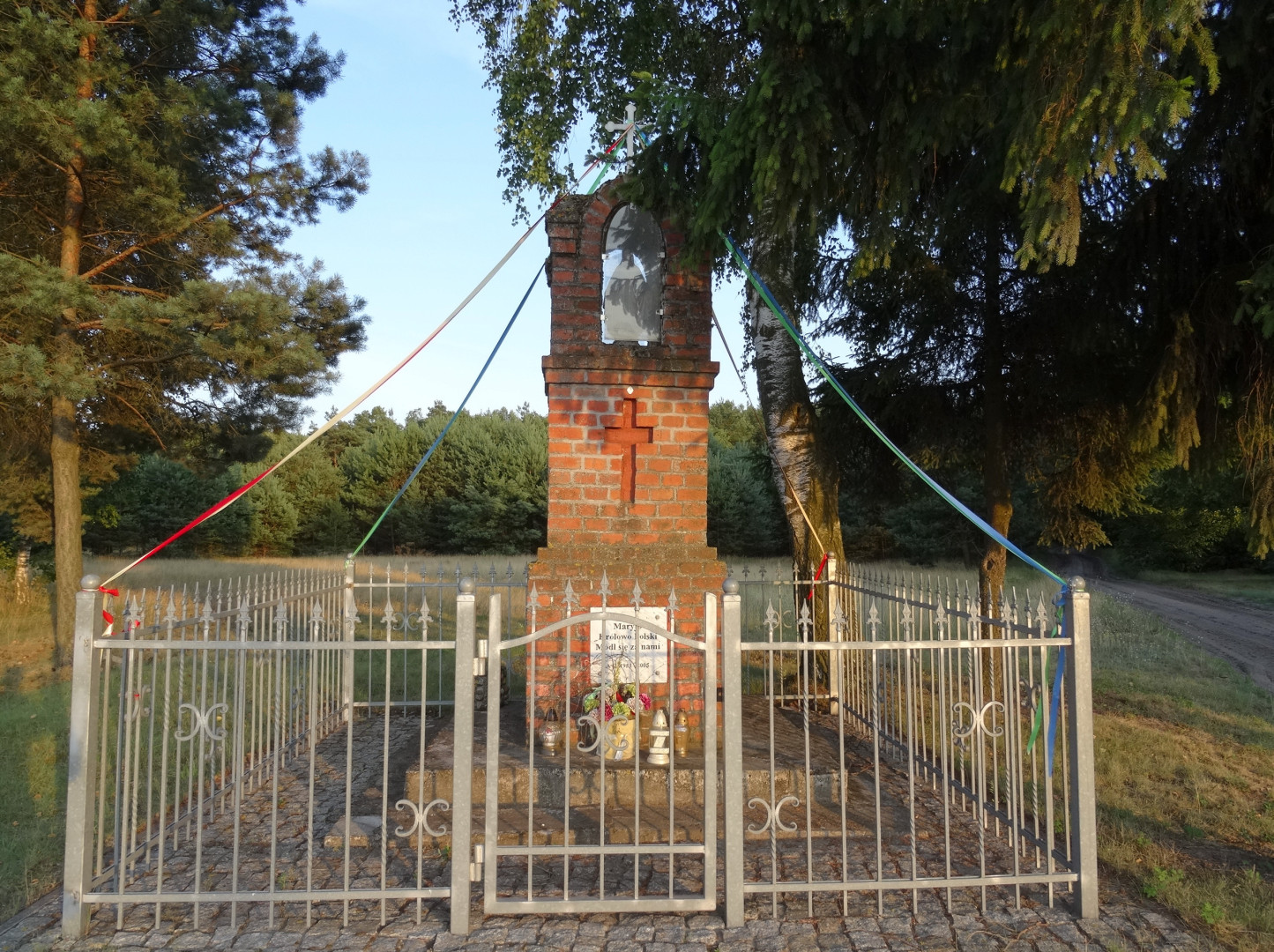
Kapliczka przydrożna

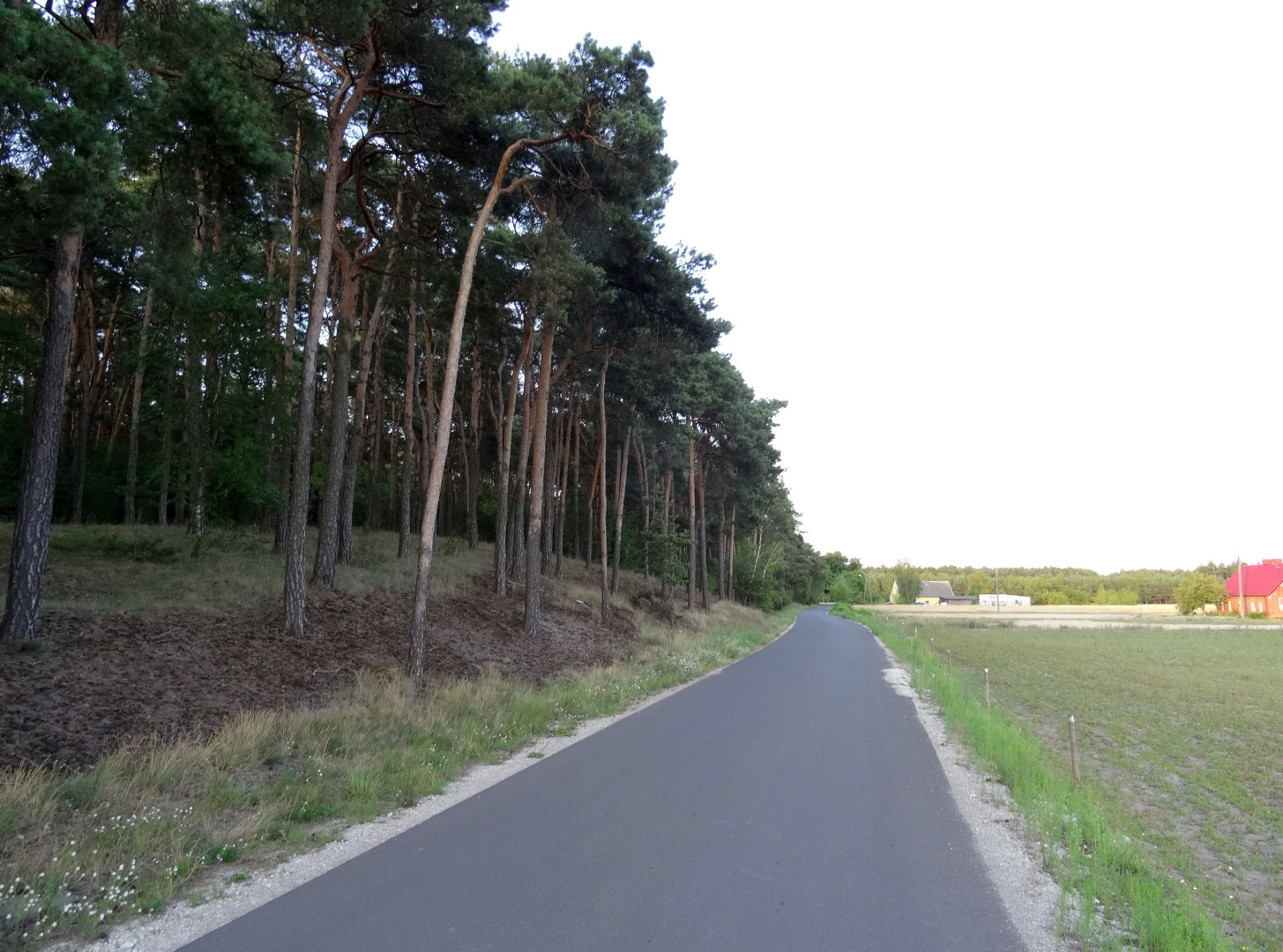
Droga do Januszkowa

Jakubowo usytuowane jest na wschód od Nowej Wsi Wielkiej, w strefie obniżenia dolinnego łączącego dolinę Kanału Noteckiego z doliną Zielonej Strugi. Na północ od miejscowości rozciągają się zmeliorowane łąki, na południu skraj Wysoczyzny Kujawskiej, a na wschodzie torfowisko Dziemionna, użytkowane jako łąki i pastwiska. Poprzez las, Jakubowo sąsiaduje od północy z Kolankowem i Jeżewicami, od wschodu z Januszkowem. Na południu, już na morenowej Wysoczyźnie Kujawskiej (wzniesionej około 10 m wyżej) sąsiadują wsie: Jeżewo i Dąbrówka Kujawska.
Pod względem fizyczno-geograficznym leży w obrębie Pradoliny Toruńsko-Eberswaldzkiej w mezoregionie Kotlina Toruńska.

## Charakterystyka
Jakubowo to wieś sołecka usytuowana w południowo-zachodniej części gminy Nowa Wieś Wielka. Zabudowa rozciąga się wzdłuż drogi łączącej Jakubowo z Nową Wsią Wielką na wschodzie i Smogorzewem na zachodzie. Łącznie w sołectwie Jakubowo jest 92 ha gruntów ornych (wyłącznie V i VI klasy bonitacyjnej), 11 ha pastwisk oraz 10 ha lasów.

## Obiekty zabytkowe
We wsi znajdują się budynki ujęte w ewidencji zabytków, tj. kaplica przydrożna oraz szkoła, obecnie świetlica.

## Historia

### Początki osadnictwa
Historia osadnictwa wsi Jakubowo sięga okresu przedrozbiorowego. Z mapy topograficznej Friedricha von Schröttera (1798-1802) wynika, że zabudowa wsi istniała przy drodze wiodącej z Chmielnik do Jeżewa koło Łabiszyna.

### Wiek XIX
W 1. połowie XIX wieku w miejscowości rozwijało się osadnictwo niemieckie. Spis miejscowości rejencji bydgoskiej z 1833 r. podaje, że we wsi Jakubowo należącej do powiatu inowrocławskiego mieszkało 135 osób (101 ewangelików i 34 katolików) w 22 domach. Miejscowość należała do parafii katolickiej i ewangelickiej w Łabiszynie. Słownik geograficzny Królestwa Polskiego dla roku 1884 podaje, że Jakubowo (niem. Jacobsdorf) była wsią położoną w powiecie inowrocławskim. Mieszkało tu 174 osób (130 ewangelików i 44 katolików) w 26 domach. ¼ mieszkańców była analfabetami. Najbliższa poczta znajdowała się w Nowej Wsi Wielkiej, stacja kolejowa w Chmielnikach, a sąd okręgowy w Łabiszynie.

### II wojna światowa
Po wojnie zamordowani Polacy ze wsi: Dziemionna, Jakubowo, Januszkowo, Krążkowo, Prądocin i Tarkowo zostali po ekshumacji pochowani na cmentarzu w Lisewie Kościelnym, gdzie w 1965 r. wystawiono im pomnik.

## Przynależność administracyjna
W styczniu 1920 roku na mocy traktatu wersalskiego miejscowość znalazła się w granicach odrodzonej Polski. Wieś nadal znajdowała się (aż do roku 1954) w powiecie inowrocławskim. W 1934 r. w wyniku reformy administracyjnej włączono ją w skład gminy wiejskiej Złotniki Kujawskie. W latach 1945–1947 Jakubowo wchodziło w skład gromady wiejskiej Dąbrówka Kujawska w składzie gminy Złotniki Kujawskie. W 1947 r. utworzono samodzielną gromadę wiejską Jakubowo, która w 1948 r. posiadała powierzchnię 125 ha i zaludnienie 101 osób. W latach 1947–1953 w dyskusjach na temat nowego podziału administracyjnego przedstawiciele wsi opowiadali się za przywróceniem gminy Nowa Wieś Wielka i włączeniem do niej wsi Jakubowo. Postulaty te zostały uwzględnione zarówno przez władze gminy Złotniki Kujawskie, które wydały zgodę na takie rozwiązanie, jak i władze centralne. Po reformie administracyjnej z 25 września 1954 miejscowość znalazła się jako jedno z 16 sołectw w gromadzie Nowawieś Wielka. 13 lutego 1974 mocą uchwały Gminnej Rady Narodowej zlikwidowane sołectwo Kolankowo włączono do sołectwa Jakubowo. Stan poprzedni przywrócono 15 września 1993 reaktywując sołectwo Kolankowo W latach 1950–1998 miejscowość administracyjnie należała do województwa bydgoskiego.

## Oświata i kultura
W 1946 roku we wsi istniała jednoklasowa szkoła powszechna z mieszkaniem służbowym dla nauczyciela. W I połowie lat 50. szkołę zamknięto, po czym otwarto ją ponownie w 1957 roku. W 1961 r. dzieci ze wsi skierowano do obwodu szkolnego w Nowej Wsi Wielkiej. Od 1964 r. członkowie Związku Młodzieży Wiejskiej prowadzili we wsi punkt biblioteczny.

## Współczesność
W latach 1959–1961 wieś została zelektryfikowana, a w 1975 r. wykonano remont kapitalny świetlicy wiejskiej. W okresie powojennym zalesiono pokaźne tereny porolne na północ i zachód od wsi (w kierunku Prądocina i Kolankowa).

## Demografia
Według Narodowego Spisu Powszechnego (III 2011 r.) wieś liczyła 86 mieszkańców. Jest trzynastą co do wielkości miejscowością gminy Nowa Wieś Wielka.